# 南楊州市

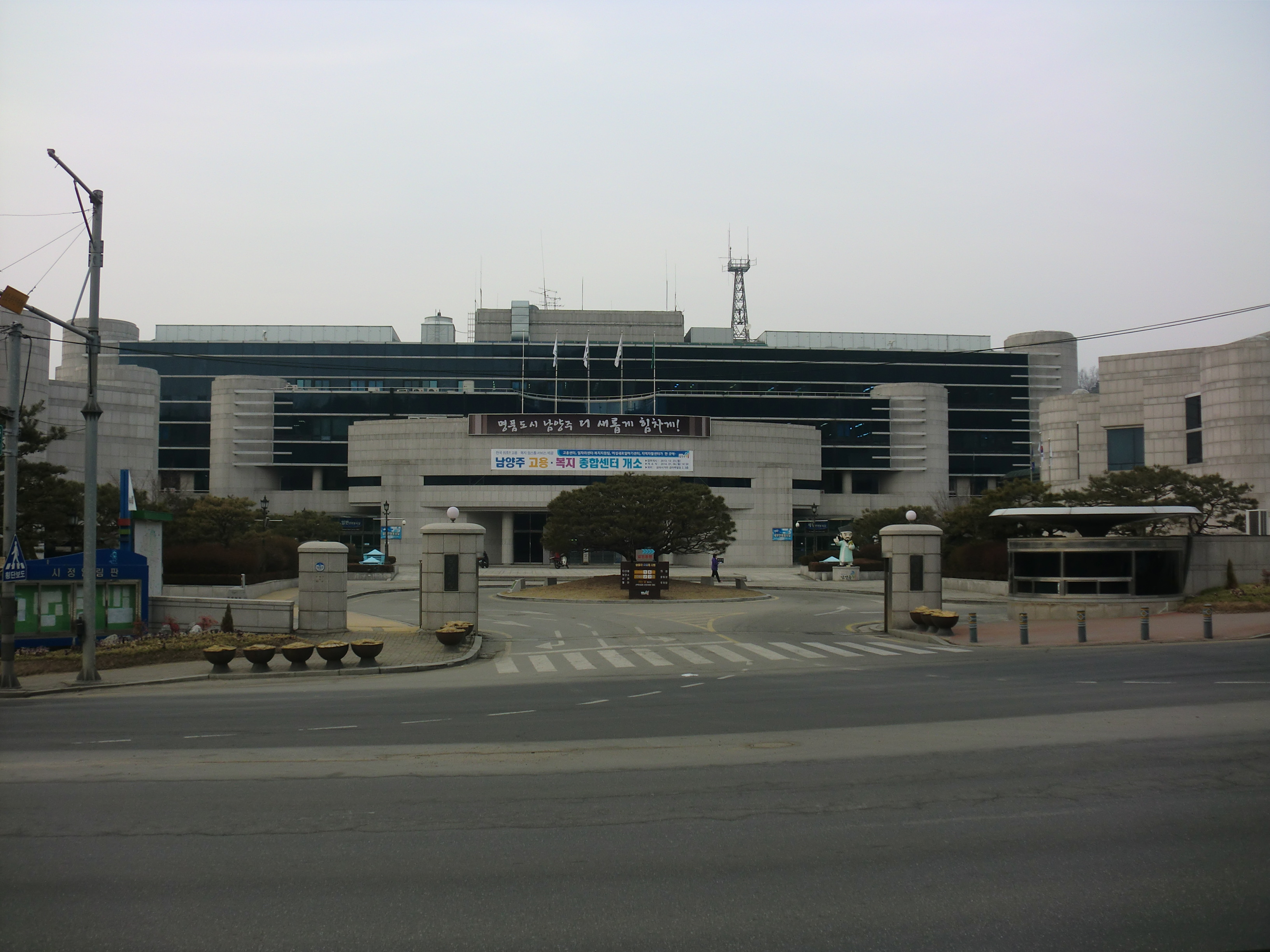
南楊州市庁第1庁舎(旧渼金市庁)

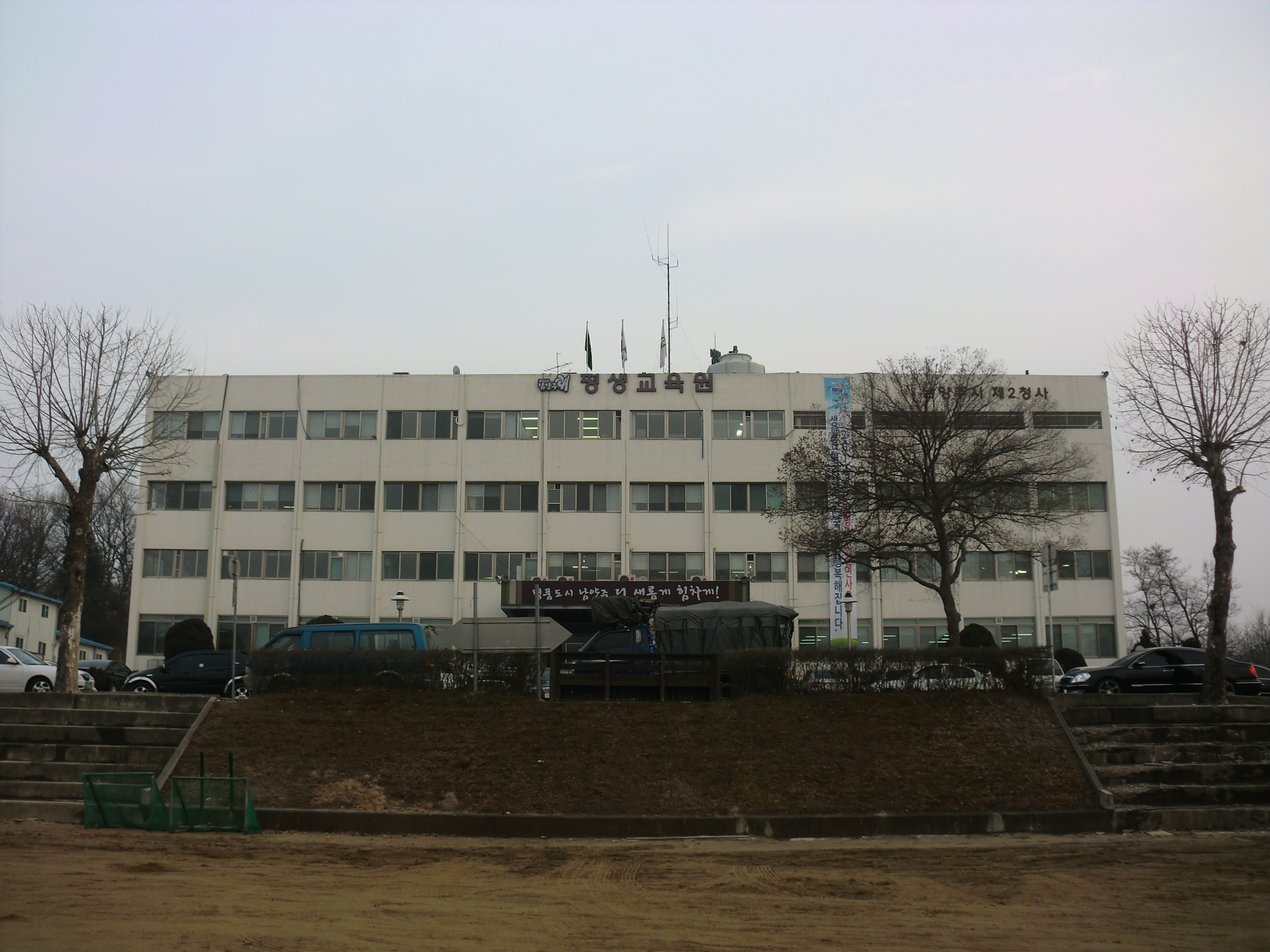
南楊州市庁第2庁舎(旧南楊州郡庁)

南楊州市（ナミャンジュし / なんようしゅうし）は、京畿道の中部にある市である。市庁舎は第1庁舎（旧渼金市庁）（市議会がある）と第2庁舎（旧南楊州郡庁）の分庁方式を採用している。人口50万人以上の市に適用される大都市に指定されている。

## 概要
ソウル特別市の東に位置し、ソウル市庁より南楊州市庁第1庁舎は東北東へ22km。ソウルのベッドタウンであり、人口は1990年に約20万人だったのが、1998年に30万人、2003年に40万人、2008年に50万人を突破している。2010年の外国人人口は5,615人で、中国人が最も多く約2,200人、日本人は190人が登録されている。また、モンゴル国との交流も深く、市内にはモンゴル文化村があり、市の公式ホームページも英語・日本語・中国語版のほかモンゴル語版も用意されている。

## 歴史
- 1980年まで、楊州郡に所属していた。真乾邑・榛接邑・梧南邑は一時、豊壌県に所属していた。
- 1980年
  - 4月1日
    - 楊州郡九里邑・渼金邑・榛接面・真乾面・水洞面・和道面・瓦阜面および別内面の一部をもって、南楊州郡を設置。[2]（2邑6面）
    - 別内面の一部（高山里・山谷里）は議政府市に編入。

  - 12月1日 - 瓦阜面が瓦阜邑に昇格。[3]（3邑5面）
- 1983年2月15日 - 真乾面の一部（陽地里・八賢里・梧南里）が榛接面に編入。[4]（→ 現・梧南邑）（3邑5面）
- 1986年
  - 1月1日 - 九里邑が九里市に昇格・分離。[5]（2邑5面）
  - 4月1日 - 瓦阜邑鳥安出張所が鳥安面に昇格。[6]（2邑6面）
- 1989年
  - 1月1日 - 渼金邑が渼金市に昇格し、南楊州郡から分離。[7]（1邑6面）
  - 4月1日（2邑6面）
    - 榛接面が榛接邑に昇格。
    - 別内面退渓院出張所（退渓院里）が退渓院面に昇格。（3.26km²、全国で最も小さい面）
- 1991年12月1日 - 和道面が和道邑に昇格（3邑5面）。
- 1992年4月1日 - 榛接邑に梧南出張所を設置。
- 1995年
  - 1月1日 - 南楊州郡が渼金市と合併し、南楊州市が発足。南楊州郡は廃止。[8]（3邑5面）
  - 5月6日 - 榛接邑梧南出張所が梧南面に昇格。[9]（3邑6面）
- 2001年9月12日（5邑4面）[10]
  - 真乾面が真乾邑に昇格。
  - 梧南面が梧南邑に昇格。
- 2006年
  - 1月20日 - 退渓院面に、榛接邑・梧南邑・別内面・退渓院面を管轄する豊壌事務所を設置。[11]
  - 11月20日 - 和道邑に東部事務所を設置。[12]
- 2008年10月7日 - 人口が50万人を突破した。
- 2012年1月1日 - 別内面の一部が別内洞に昇格。（5邑4面）
- 2013年1月7日 - 人口が60万人を突破した。
- 2016年1月4日 - 3つの行政福祉センター（瓦阜・鳥安、和道・水洞、好坪・坪内）が開設。
- 2017年
  - 2月6日 - 5つの行政福祉センター（別内、榛接・梧南、真乾・退渓院、金谷・養正、陶農・芝錦）が開設。
  - 12月18日（5邑4面）[13][14][15]
    - 加雲洞・陶農洞・芝錦洞・水石洞・一牌洞・二牌洞・真乾邑の各一部をもって、茶山洞を設置。
    - 芝錦洞・加雲洞の各残部および二牌洞の一部の区域をもって、改めて芝錦洞を設置。
    - 行政洞としての陶農洞が茶山1洞に改称して茶山洞のうち国道6号線以北を管轄。
    - 行政洞としての芝錦洞が茶山2洞に改称して茶山洞のうち国道6号線以南を管轄。
- 2018年3月 - 南楊州市の住民登録人口が安山市を超えた。
- 2019年
  - 10月 - 南楊州市の住民登録人口が70万人を突破した。
  - 10月21日 - 退渓院面が退渓院邑に昇格。（6邑3面）
- 2022年1月2日 - 和道邑に南部出張所を設置。

## 行政

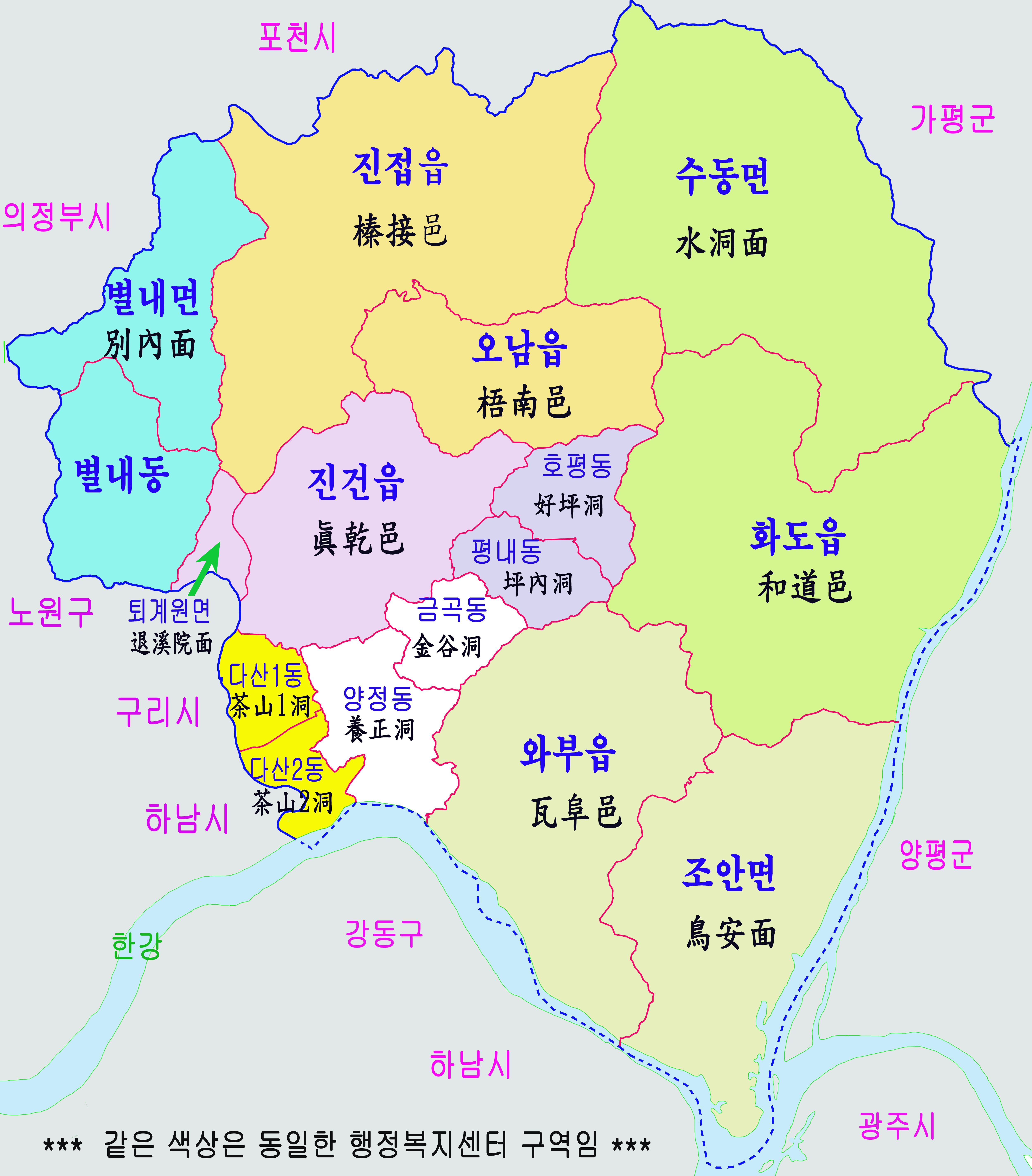
行政区域図

### 行政区域
| 行政洞・邑・面 | 法定洞・法定里                                                                   |
| -------------- | -------------------------------------------------------------------------------- |
| 好坪洞         | 好坪洞                                                                           |
| 坪内洞         | 坪内洞                                                                           |
| 金谷洞         | 金谷洞                                                                           |
| 養正洞         | 一牌洞、二牌洞、三牌洞                                                           |
| 茶山1洞        | 茶山洞                                                                           |
| 茶山2洞        | 茶山洞、陶農洞、芝錦洞、水石洞                                                   |
| 別内洞         | 別内洞                                                                           |
| 瓦阜邑         | 徳沼里、陶谷里、八堂里、月文里、栗石里                                           |
| 榛接邑         | 長峴里、内閣里、内谷里、蓮坪里、富坪里、八夜里、榛伐里、金谷里                   |
| 和道邑         | 磨石隅里、墨峴里、嘉谷里、九岩里、琴南里、畓内里、月山里、倉峴里、鹿村里、車山里 |
| 真乾邑         | 思陵里、培養里、真官里、新月里、龍井里、松陵里                                   |
| 梧南邑         | 陽地里、八賢里、梧南里                                                           |
| 退渓院邑       | 退渓院里                                                                         |
| 水洞面         | 雲水里、芝屯里、水山里、内坊里、外坊里、立石里、松川里                           |
| 鳥安面         | 陵内里、鳥安里、鎮中里、松村里、三峰里、時雨里                                   |
| 別内面         | 青鶴里、龍岩里、広田里                                                           |

### 警察
- 南楊州警察署

### 消防
- 南楊州消防署

## 教育

### 教育支援庁
- 京畿道九里南楊州教育支援庁

## 交通

### 鉄道
- 韓国鉄道公社（KORAIL）
  - 京春線
    - 別内駅 - 退渓院駅 - 思陵駅 - 金谷駅 - 坪内好坪駅 - 天摩山駅 - 磨石駅

  - 中央線
    - 陶農駅 - 養正駅 - 徳沼駅 - 陶深駅 - 八堂駅 - 雲吉山駅

どちらも、一般の列車と首都圏電鉄の列車のそれぞれが運行されている。
京春線は、2012年に運転開始されたITX-青春が運転され、坪内好坪駅には1往復を除いた全てが停車し、龍山駅からの所要時間は37分。その他、退渓院駅・思陵駅は一部の列車のみ停車する。中央線は、京義・中央線電車のほかに一部のムグンファ号が徳沼駅に停車し、清凉里駅からの所要時間は14分。
- ソウル交通公社
  - 榛接線（首都圏電鉄4号線）
    - 別内ビョルガラム駅 - 梧南駅 - 榛接駅

  - 別内線（首都圏電鉄8号線）
    - 別内駅 - 茶山駅

### バス
- 市内に市外バスターミナルはないが、春川と首都圏南部・西部を結ぶ路線が陶農市外バス停を経由する。
- 空港バスは、仁川国際空港・金浦国際空港から、陶農・金谷を経由し磨石への路線、退渓院を経由し光陵内（榛接邑）への路線などが運行。
- 市内バスは、市内の路線のほか、他地域の市内バスがソウル特別市の往十里駅・江辺駅・蚕室駅・仏岩山駅や、楊平郡・加平郡・議政府市などを結ぶ路線も運行されている。

### 高速道路
- ソウル-襄陽高速道路（60号線） 
  - 徳沼三牌インターチェンジ - 南楊州料金所 - 和道インターチェンジ
- ソウル外郭循環高速道路（100号線）
  - 南楊州インターチェンジ - 佛岩山料金所 - 別内インターチェンジ

### 国道
- 国道6号
- 国道43号線 (韓国)（朝鮮語版）
- 国道45号線 (韓国)（朝鮮語版）
- 国道46号
- 国道47号線 (韓国)（朝鮮語版）

## 観光
- 朝鮮王陵（世界遺産）
  - 思陵
  - 光陵
  - 光海君墓
  - 洪陵
  - 裕陵
- 南楊州総合撮影所　映画JSAの撮影が行われ、同映画のセットが見学できる。
- モンゴル文化村
- ピアノの滝

## 姉妹都市

### 韓国国内
- 全羅南道 康津郡
- 江原特別自治道 寧越郡

### 韓国国外
- イギリス ケント州 ダートフォード
- 中国 江蘇省 常州市
- モンゴル ウランバートル
- ベトナム ゲアン省 ヴィン